# Edmonia Jarrett
Edmonia Jarrett (* 11. März 1933; † 16. März 2002) war eine US-amerikanische Jazzsängerin und Schauspielerin.
Jarrett begann ihre Karriere als Jazzsängerin im Alter von 55 Jahren, nachdem sie zuvor Gospels in Kirchenchören gesungen hatte. 1991 trat sie in der Rolle von Bessie Smith in Seattle in einem Theaterstück über das Leben von Janis Joplin auf; es folgten Engagements in verschiedenen Jazz-Veranstaltungsorten im Raum Seattle. Unter eigenem Namen entstanden zwei Alben für das Label MNOP, Live, Live, Live (1996), u. a. mit Buddy Catlett, Andy Simpkins und Floyd Standifer und Legal at Any Age (1998). In den 1990er Jahren hatte sie kleinere Rollen in Filmen wie Das fremde Gesicht. 1999 gastierte sie mit der Band von Freddy Cole in Atlanta. Bis Anfang der 2000er Jahre trat sie noch regelmäßig in Clubs und Festivals in Seattle, im Nordwesten der USA und im westlichen Kanada auf, u. a. begleitet von Hadley Caliman.